# ドゥー川
ドゥー川（ドゥーがわ、Doubs）は、フランス東部とスイス西部を流れるソーヌ川支流の川である。長さは453kmであり、水源はジュラ山脈西側のフランス領内Mouthe付近。水源から北東に進み、フランスとスイスの国境を40kmにわたって形成する。モンベリアル近郊で進路を南西に変え、シャロン＝スュル＝ソーヌ郡の北東20kmのVerdun-sur-le-Doubsでソーヌ川と合流する。川はドゥー県の語源となった。

## 流域の自治体

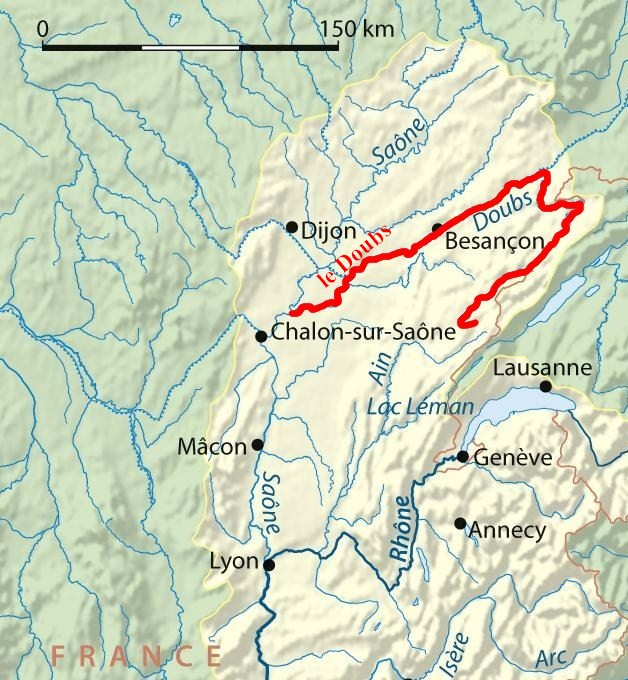
赤で示すドゥー川はソーヌ川へそそぐ。

- スイス
  - ヌーシャテル州
  - ジュラ州
- フランス
  - ドゥー県
  - ジュラ県
  - ソーヌ＝エ＝ロワール県